# Dankowice (Silésie)
Pour les articles homonymes, voir Dankowice.
Dankowice (prononciation : [dankɔˈvit͡sɛ]) est une localité polonaise de la gmina de Wilamowice, située dans le powiat de Bielsko-Biała en voïvodie de Silésie.